# NGC 6872
NGC 6872 (również PGC 64413) – galaktyka spiralna z poprzeczką (SBb/P), znajdująca się w gwiazdozbiorze Pawia w odległości około 212 milionów lat świetlnych. Ma około 522 tysięcy lat świetlnych średnicy i jest największą znaną obecnie (2013) galaktyką spiralną. Została odkryta 27 czerwca 1835 roku przez Johna Herschela.
NGC 6872 oddziałuje grawitacyjnie z mniejszą galaktyką IC 4970 i w ciągu następnych kilkuset milionów lat dojdzie do ich połączenia. Do największego zbliżenia między galaktykami doszło około 130 milionów lat temu. Oddziaływanie między galaktykami spowodowało rozciągnięcie ramion spiralnych większej galaktyki oraz oderwanie od niej części gwiazd i powstanie nowej galaktyki karłowatej, dobrze widocznej w ultrafiolecie ze względu na obecność młodych, gorących gwiazd.